# تيموثي كوبرا
تيموثي كوبرا (بالإنجليزية: Timothy Kopra)‏ (و. 1963 – م) هو رائد فضاء من الولايات المتحدة الأمريكية . ولد في أوستن، تكساس. تولى منصب قائد بعثة محطة الفضاء الدولية، البعثة 46 (ISS) (1 مارس 2016–18 يونيو 2016) .

## ريادة الفضاء
شارك في المهمات الفضائية:
- البعثة 20
- سويوز تي إم إيه-19 إم
- البعثة 46 (ISS)
- STS-127
- STS-128
- البعثة 47.

## التعليم
تعلم في الأكاديمية العسكرية الأمريكية، وUnited States Army War College، وكلية الأعمال في كولومبيا

## جوائز
حصل على جوائز منها:
- ميدالية النجمة البرونزية
- وسام الجو
- Medal "For Merit in Space Exploration".